# Национални стадион Бермуда
Национални стадион Бермуда (енгл. Bermuda National Stadium) је вишенаменски спортски комплекс у жупи Девоншир на Бермудима, источно од главног града Хамилтона. Стадион је изграђен на некадашњем терену који је служио за параде и као спортски терен у оквиру кампа Проспект. На атлетској стази стадиона је наступио и Јусеина Болта на играма „Карифта” 2004. године, где је оборио светски јуниорски рекорд са временом од 19,93 секунде.

## Фудбал
Главни стадион се углавном користи за фудбалске утакмице. Стадион има капацитет од 8.500 места. Стадион је користио „ФК Бермуда хогс” из Друге дивизије Уједињених фудбалских лига.

## Крикет
Смештено северно од стадиона налази се истоимено игралиште за крикет које користи крикет тим Бермуда.